# Pandémie de Covid-19 en Angola
La pandémie de Covid-19 en Angola démarre officiellement le 21 mars 2020. À la date du 14 janvier 2024, le bilan est de 1 937 morts.

## Chronologie
À compter du 20 mars, toutes les frontières angolaises ont été fermées pendant 15 jours. Le président João Lourenço a interdit toutes les arrivées dans les aéroports et arrêté les navires à passagers dans les ports angolais eux aussi pendant 15 jours. Toutes ces interdictions dureront jusqu'au 4 avril.
Le 21 mars, le ministère de la Santé angolais a confirmé les deux premiers cas positifs de Covid-19. Les deux cas étaient revenus du Portugal. Le premier cas était un employé de Sonangol qui a pris l'avion de Lisbonne à Luanda. Le deuxième cas était arrivé de Porto et était également en observation à Luanda.  
Toutes les écoles du pays ont fermé le 24 mars.
Le 29 mars, le ministre de la Santé Sílvia Lutucuta annonce les deux premiers décès dans le pays dus à Covid-19. Une première personne âgée de 59 ans et une autre de 37 ans, toutes deux rentrées peu avant du Portugal.
En mars il y avait sept cas confirmés dont deux décès.
Avril : 20 nouveaux cas, portant le nombre de cas à 27 dont deux décès.
Mai : 59 nouveaux cas et deux décès, portant le nombre de cas à 86 dont quatre décès.
Juin : 198 nouveaux cas et neuf décès, portant le nombre de cas à 284 dont 13 décès.
Juillet : 864 nouveaux cas et 39 décès, portant le nombre de cas à 1 148 dont 52 décès.
Août : 1 476 nouveaux cas et 55 décès, portant le nombre de cas à 2 624 dont 107 décès.
Septembre : 2 281 nouveaux cas et 72 décès, portant le nombre de cas à 4 905 dont 179 décès.
Octobre : 5 900 nouveaux cas et 105 décès, portant le nombre de cas à 10 805 dont 284 décès.
Novembre : 4 334 nouveaux cas et 64 décès, portant le nombre de cas à 15 139 dont 348 décès.
Décembre : 2 294 nouveaux cas et 57 décès, portant le nombre de cas à 17 433 dont 405 décès.
Janvier 2021 : 2 363 nouveaux cas et 61 décès, portant le nombre de cas à 19 796 dont 466 décès.
Février 2021 : 1 011 nouveaux cas et 42 décès, portant le nombre de cas à 20 807 dont 508 décès.
Mars 2021 : 1 504 nouveaux cas et 29 décès, portant le nombre de cas à 22 311 dont 537 décès.
Avril 2021 : 4 120 nouveaux cas et 57 décès, portant le nombre de cas à 26 431 dont 594 décès.
Mai 2021 : 8 120 nouveaux cas et 172 décès, portant le nombre de cas à 34 551 dont 766 décès.
Juin 2021 : 4 298 nouveaux cas et 134 décès, portant le nombre de cas à 38 849 dont 900 décès.
Juillet 2021 : 3 797 nouveaux cas et 108 décès, portant le nombre de cas à 42 646 dont 1 008 décès.
Août 2021 : 4 898 nouveaux cas et 209 décès, portant le nombre de cas à 47 544 dont 1 217 décès.
Septembre 2021 : 9 703 nouveaux cas et 331 décès, portant le nombre de cas à 57 247 dont 1 548 décès.
Octobre 2021 : 7 186 nouveaux cas et 162 décès, portant le nombre de cas à 64 433 dont 1 710 décès.
Novembre 2021 : 735 nouveaux cas et 23 décès, portant le nombre de cas à 65 168 dont 1 733 décès.
Décembre 2021 : 16 425 nouveaux cas et 37 décès, portant le nombre de cas à 81 593 dont 1 770 décès.
Janvier 2022 : 16 523 nouveaux cas et 125 décès, portant le nombre de cas à 98 116 dont 1 895 décès.
Février 2022 : 625 nouveaux cas et cinq décès, portant le nombre de cas à 98 741 dont 1 900 décès.
Mars 2022 : 407 nouveaux cas, portant le nombre de cas à 99 148 dont 1 900 décès.
Avril 2022 : 46 nouveaux cas, portant le nombre de cas à 99 194 dont 1 900 décès.
Mai 2022 : 606 nouveaux cas, portant le nombre de cas à 99 800 dont 1 900 décès.
Juin 2022 : 1 520 nouveaux cas, portant le nombre de cas à 101 320 dont 1 900 décès.
Juillet 2022 : 1 112 nouveaux cas et 16 décès, portant le nombre de cas à 102 432 dont 1 916 décès.
Août 2022 : 204 nouveaux cas et un décès, portant le nombre de cas à 102 636 dont 1 917 décès.
Septembre 2022 : 495 nouveaux cas, portant le nombre de cas à 103 131 dont 1 917 décès.
Novembre 2022 : 1 323 nouveaux cas et cinq décès, portant le nombre de cas à 104 454 dont 1 922 décès.
Décembre 2022 : 641 nouveaux cas et huit décès, portant le nombre de cas à 105 095 dont 1 930 décès.

## Soutien international
Des médecins cubains sont déployés en Angola pour combattre la pandémie.

## Statistiques

Nombre de cas en Angola depuis le début de l'épidémie.

Nombre de morts en Angola depuis le début de l'épidémie.